# Michael Woolfson
Michael Mark Woolfson (9 de janeiro de 1927) é um físico e planetologista britânico.
Suas áreas de pesquisa foram cristalografia de raios X, biofísica e formação de estrelas e planetas.